# Vallons-de-l'Erdre
Vallons-de-l'Erdre est une commune nouvelle française dans le département de la Loire-Atlantique, en région Pays de la Loire.
Elle est née le 1er janvier 2018 de la fusion des cinq communes de Bonnœuvre, Maumusson, Saint-Mars-la-Jaille, Saint-Sulpice-des-Landes et Vritz, situées dans le département de la Loire-Atlantique, avec celle de Freigné, située dans le département de Maine-et-Loire jusque fin 2017.

## Géographie

### Localisation
| Le Pin La Chapelle-Glain Petit-Auverné | Challain-la-Potherie                 | Angrie                    |
| Riaillé Grand-Auverné                  | Vallons-de-l'Erdre                   | Candé Val d'Erdre-Auxence |
| Pannecé                                | La Roche-Blanche Pouillé-les-Coteaux | Loireauxence              |

### Géologie et relief
La commune a une superficie de 188,96 km2, ce qui en fait la plus vaste commune du département.

### Hydrographie
L'Erdre, qui traverse d'est en ouest le territoire de la commune, prend sa source en Anjou à quinzaine de kilomètres de là dans la commune d'Erdre-en-Anjou. La rivière n'est seulement visible que lorsqu'il existe un sentier pour la longer, mais dans les villages de Saint-Mars et de Freigné, elle apparait sous la forme d'étangs formés à la suite de la construction de barrages favorisant son envasement.

### Climat
Pour des articles plus généraux, voir Climat des Pays de la Loire et Climat de la Loire-Atlantique.
En 2010, le climat de la commune est de type climat océanique altéré, selon une étude du CNRS s'appuyant sur une série de données couvrant la période 1971-2000. En 2020, Météo-France publie une typologie des climats de la France métropolitaine dans laquelle la commune est exposée à un climat océanique et est dans la région climatique Bretagne orientale et méridionale, Pays nantais, Vendée, caractérisée par une faible pluviométrie en été et une bonne insolation.
Pour la période 1971-2000, la température annuelle moyenne est de 12 °C, avec une amplitude thermique annuelle de 13,5 °C. Le cumul annuel moyen de précipitations est de 695 mm, avec 12,4 jours de précipitations en janvier et 5,9 jours en juillet. Pour la période 1991-2020, la température moyenne annuelle observée sur la station météorologique de Météo-France la plus proche, sur la commune d'Angrie à 17 km à vol d'oiseau, est de 12,3 °C et le cumul annuel moyen de précipitations est de 710,5 mm,. Pour l'avenir, les paramètres climatiques de la commune estimés pour 2050 selon différents scénarios d'émission de gaz à effet de serre sont consultables sur un site dédié publié par Météo-France en novembre 2022.

## Urbanisme

### Typologie
Au 1er janvier 2024, Vallons-de-l'Erdre est catégorisée commune rurale à habitat dispersé, selon la nouvelle grille communale de densité à sept niveaux définie par l'Insee en 2022.
Elle appartient à l'unité urbaine de Vallons-de-l'Erdre, une unité urbaine monocommunale constituant une ville isolée,. Par ailleurs la commune fait partie de l'aire d'attraction d'Ancenis-Saint-Géréon, dont elle est une commune de la couronne,. Cette aire, qui regroupe 12 communes, est catégorisée dans les aires de 50 000 à moins de 200 000 habitants,.

## Toponymie
Le nom de la commune a été choisi le 8 mars 2017 après quelques heures de délibération, à partir de cinq propositions retenues par un comité de pilotage composé de 2 conseillers de chaque commune, "Vallons de l'Erdre" est alors ressorti face à "Erdre et Landes", "Hauts de l’Erdre", "Bois sur Erdre" et Erdre et Forêts.
La forme en gallo proposée en 2021 par l'Institut de la langue gallèse est Vaos-de-l'Erdr, prononcée [vaʊdlɛʁd][réf. souhaitée] ou [vaʊdlœʁd][réf. souhaitée].

## Histoire
Vallons-de-l'Erdre est née du projet de regroupement de sept communes de la Haute-Vallée de l'Erdre,,, : Bonnœuvre, Maumusson, Le Pin, Saint-Mars-la-Jaille, Saint-Sulpice-des-Landes et Vritz dans la Loire-Atlantique et Freigné en Maine-et-Loire.
Le 17 octobre 2017, à l'exception du conseil municipal de la commune du Pin qui ne souhaite pas finalement intégrer la nouvelle commune, l'ensemble des conseils municipaux vote en faveur du projet de création de celle-ci pour une entrée en vigueur au 1er janvier 2018.
Le transfert de Freigné vers la Loire-Atlantique a été entériné après avis favorables des deux conseils départementaux le 16 octobre 2017 et du Conseil d'État rendue le 19 décembre 2017, par le décret no 2017-1757 du 26 décembre 2017 avec application au 1er janvier 2018. La commune de Freigné comportait une zone d'activités d'intérêt départementale (Anjou Actiparc) qui a été préalablement transférée à la commune de Candé.
La création de la nouvelle commune est entérinée par l'arrêté préfectoral du 29 décembre 2017.

## Politique et administration

### Liste des maires
Sous le régime des conditions de la loi NOTRe qui modifie le Code général des collectivités territoriales, le maire a été élu lors de la première réunion du conseil municipal suivant la création de la commune.
Le 9 janvier 2018, le premier maire élu est Jean Yves Ploteau, à 57 voix contre 21 pour M. Gasnier également candidat. Il est l'ancien maire de la commune de Bonnœuvre, mais reste maire délégué de sa commune d'origine. Ainsi élu, avec seulement 290 voix au suffrage universel aux élections municipales de 2014, il se retrouve maire d'une commune de 6 727 habitants. Il a su faire valoir son expérience d'élu, notamment celle de conseiller général de l'ancien canton de Saint-Mars-la-Jaille siège qu'il a perdu sous l'étiquette PS lors des élections départementales 2015. Son activité d'agriculteur lui a aussi permis d'être représentant à la chambre d’agriculture de Loire Atlantique. Il est actuellement vice-président à la communauté de communes du pays d'Ancenis (COMPA). Les maires des anciennes communes ont également tous été élus adjoints à la suite du vote de la liste qui avait été préparée avant la séance.
| Période        | Période                      | Identité           | Étiquette | Qualité                                |
| -------------- | ---------------------------- | ------------------ | --------- | -------------------------------------- |
| 9 janvier 2018 | En cours (au 9 janvier 2018) | Jean-Yves Ploteau, | PS        | agriculteur maire délégué de Bonnœuvre |

### Communes déléguées
| Nom                          | Code Insee | Code postal | Superficie (km2) | Population (dernière pop. légale) | Densité (hab./km2) | Modifier                                    |
| ---------------------------- | ---------- | ----------- | ---------------- | --------------------------------- | ------------------ | ------------------------------------------- |
| Saint-Mars-la-Jaille (siège) | 44180      |             | 20,06            | 2 400 (2015)                      | 120                | modifier les données · modifier les données |
| Bonnœuvre                    | 44017      | 44540       | 15,66            | 1 463 (2016)                      | 93                 | modifier les données · modifier les données |
| Maumusson                    | 44093      |             | 24,56            | 1 046 (2015)                      | 43                 | modifier les données · modifier les données |
| Freigné                      | 49144      |             | 65,26            | 1 131 (2015)                      | 17                 | modifier les données · modifier les données |
| Saint-Sulpice-des-Landes     | 44191      |             | 30,78            | 686 (2015)                        | 22                 | modifier les données · modifier les données |
| Vritz                        | 44219      |             | 32,89            | 804 (2015)                        | 24                 | modifier les données · modifier les données |

### Rattachements administratifs et électoraux
Le chef-lieu de la nouvelle commune est à Saint-Mars-la-Jaille,,.

## Population et société

### Démographie
Les habitants s’appellent les « Valonais » et « Vallonnaises » (avec 2 "n" pour le féminin).
L'évolution du nombre d'habitants est connue à travers les recensements de la population effectués dans la commune depuis sa création.

En 2022, la commune comptait 6 625 habitants, en évolution de +0,55 % par rapport à 2016 (Loire-Atlantique : +6,68 %, France hors Mayotte : +2,11 %).
| 2015  | 2020  | 2022  |
| ----- | ----- | ----- |
| 6 627 | 6 485 | 6 625 |

## Culture locale et patrimoine
- Chapelle du Vieux-Bourg de Saint-Sulpice-des-Landes
- Château de Saint-Mars-la-Jaille
- Château de Bourmont
- Manoir de Ghaisne
- Piscine Alexandre-Braud. Ouverte en 1955 en présence du ministre de l'Industrie et du Commerce André Morice, il s'agit de la première piscine de plein air construite en Loire-Atlantique. Elle est inscrite aux monuments historiques en 2016[31].